# Baroniet Holberg
Baroniet Holberg var et kortlivet baroni oprettet for Ludvig Holberg 1747 af Brorupgård ved Slagelse og Tersløsegård, som Holberg erhvervede henholdsvis 1740 og 1745.
I 1747 besluttede han, at hans formue skulle tilfalde Sorø Akademi, og Frederik V tillagde ham titel af "Baron for Friherreskab Holberg". Ved hans død i 1754 faldt ejendommen tilbage til Tersløsegård.